# Municipio de Willow Springs (Misuri)
El municipio de Willow Springs (en inglés: Willow Springs Township) es un municipio ubicado en el condado de Howell en el estado estadounidense de Misuri. En el año 2010 tenía una población de 5000 habitantes y una densidad poblacional de 15,02 personas por km².

## Geografía
El municipio de Willow Springs se encuentra ubicado en las coordenadas 36°58′11″N 91°59′35″O / 36.96972, -91.99306. Según la Oficina del Censo de los Estados Unidos, el municipio tiene una superficie total de 332.91 km², de la cual 332,37 km² corresponden a tierra firme y (0,16 %) 0,54 km² es agua.

## Demografía
Según el censo de 2010, había 5000 personas residiendo en el municipio de Willow Springs. La densidad de población era de 15,02 hab./km². De los 5000 habitantes, el municipio de Willow Springs estaba compuesto por el 96,18 % blancos, el 0,18 % eran afroamericanos, el 0,64 % eran amerindios, el 0,64 % eran asiáticos, el 0,28 % eran de otras razas y el 2,08 % eran de una mezcla de razas. Del total de la población el 1,46 % eran hispanos o latinos de cualquier raza.